# 교황 폰시아노
교황 폰시아노(라틴어: Pontianus, 이탈리아어: Ponziano)는 제18대 교황(재위: 230년 7월 21일 - 235년 9월 28일)이다. 235년 기독교에 대한 대대적인 박해가 일어났으며, 폰시아노는 사르데냐 섬으로 유배되었다. 그러자 폰시아노는 교회를 위해서 스스로 교황직에서 물러나 후임자를 선출하도록 하였다.
폰시아노에 대해서는 전임 교황들보다 좀 더 자세하게 알려져 있는데, 그 이유는 지금은 없었진 교황 연대기 덕분이다. 이 책은 4세기에 편찬된 《리베리오 교황표》의 편집자가 교황 목록을 작성하는 데 많은 도움을 주었다.
폰시아노가 교황이 되었을 때, 당시 로마 황제는 기독교에 대해 온건한 입장이었던 세베루스 알렉산데르였기 때문에 상대적으로 기독교는 평화를 누릴 수가 있었다. 폰시아노는 로마의 주교인 교황으로서 로마 교회회의를 소집하여 알렉산드리아 교회회의에서 두 차례나 공포한 오리게네스의 정죄(데메트리우스 주교가 오리게네스의 사제 서품을 무효라고 선언한 사실을 말함)를 재확인하였다.
로마 제국의 새 황제 막시미누스 트락스는 선대 황제인 세베루스 알렉산데르와는 달리 기독교에 대하여 강경한 정책을 펼쳤다. 교황 폰시아노는 대립교황 로마의 히폴리토와 함께 체포된 후 로마에서 추방당하여 사르데냐 광산에서 광부로 노역하며 유배 생활을 보냈다. 유배형을 선고받은 폰시아노는 베드로좌의 공백을 하루속히 메우기 위해 서기 235년 9월 28일에 스스로 교황직에서 물러났다. 유배지에서 폰시아노는 히폴리토와 화해했으며, 이로써 로마 교회의 분열은 종식되었다. 폰시아노와 히폴리토는 모두 끝내 살아서 로마로 돌아오지는 못하였다. 폰시아노는 235년 10월에 선종하였다. 사후 성인으로 시성되었으며, 축일은 8월 13일이다.
서기 236년 혹은 237년 교황 파비아노에 의해 폰시아노와 히폴리토의 시신이 모두 로마로 운구되어 아피아 가도에 있는 성 갈리스토 카타콤바의 교황 납골당에 안장되었다. 폰시아노 교황의 무덤 석관은 1909년 발굴 조사에서 발견되었다.

## 같이 보기
- 교황 목록